# Liste der Kulturgüter in Flühli
Die Liste der Kulturgüter in Flühli enthält alle Objekte in der Gemeinde Flühli im Kanton Luzern, die gemäss der Haager Konvention zum Schutz von Kulturgut bei bewaffneten Konflikten, dem Bundesgesetz vom 20. Juni 2014 über den Schutz der Kulturgüter bei bewaffneten Konflikten sowie der Verordnung vom 29. Oktober 2014 über den Schutz der Kulturgüter bei bewaffneten Konflikten unter Schutz stehen.
Objekte der Kategorie A sind im Gemeindegebiet nicht ausgewiesen, Objekte der Kategorie B sind vollständig in der Liste enthalten, Objekte der Kategorie C fehlen zurzeit (Stand: 1. Januar 2023). Unter übrige Baudenkmäler sind zusätzliche Objekte zu finden, die im kantonalen Denkmalverzeichnis verzeichnet und nicht bereits in der Liste der Kulturgüter enthalten sind.

## Kulturgüter
| Foto |                                                                            | Objekt                                         | Kat. | Typ | Standort                                 | Beschreibung |
| ---- | -------------------------------------------------------------------------- | ---------------------------------------------- | ---- | --- | ---------------------------------------- | ------------ |
| BW   | Datei hochladen · Wikidata zu Bauernhaus Falkenbach (Q29785555)            | Bauernhaus Falkenbach KGS-Nr.: 03669           | B    | G   | Ausser Falkenbach 642160 / 194200        |              |
| ja   | Datei hochladen · Wikidata zu Katholische Kirche St. Josef (Q29785556)     | Katholische Kirche St. Josef KGS-Nr.: 03670    | B    | G   | Alte Gemeindestrasse 3.2 643951 / 192790 |              |
| BW   | Datei hochladen · Wikidata zu Südel, neuzeitliche Glashütte (Q119792633)   | Südel, neuzeitliche Glashütte KGS-Nr.: 17137   | B    | F   | Südel 643519 / 186999                    |              |
| BW   | Datei hochladen · Wikidata zu Kragen, neuzeitliche Glashütte (Q119798391)  | Kragen, neuzeitliche Glashütte KGS-Nr.: 17138  | B    | F   | Kragen 645483 / 191164                   |              |
| BW   | Datei hochladen · Wikidata zu Egglen, neuzeitliche Glashütte (Q119798598)  | Egglen, neuzeitliche Glashütte KGS-Nr.: 17139  | B    | F   | Chessimättili 646157 / 191127            |              |
| BW   | Datei hochladen · Wikidata zu Torbach, neuzeitliche Glashütte (Q119798750) | Torbach, neuzeitliche Glashütte KGS-Nr.: 17140 | B    | F   | Torbach 643969 / 192114                  |              |

## Übrige Baudenkmäler
| ID                        | Foto |                                                                          | Objekt                                                               | Typ | Standort                                    | Beschreibung |
| ------------------------- | ---- | ------------------------------------------------------------------------ | -------------------------------------------------------------------- | --- | ------------------------------------------- | ------------ |
| 50                        | BW   | Datei hochladen                                                          | Bauernhaus mit Scheune                                               | G   | Längmatten, Flühli 644248 / 193506          |              |
| 56                        | BW   | Datei hochladen                                                          | Bauernhaus mit Scheune                                               | G   | Heidigbüelmoos, Flühli 644370 / 193289      |              |
| 92                        | ja   | Datei hochladen · Wikidata zu Kurhaus Flühli (Q119799042)                | Hotel Kurhaus Flühli, 19. Jh.                                        | G   | Dorfstrasse 3, Flühli 644010 / 192700       |              |
| 130a                      | BW   | Datei hochladen                                                          | Käsespeicher (Alp)                                                   | G   | Schwandalp, Flühli 644531 / 192030          |              |
| 144a                      | BW   | Datei hochladen                                                          | Käsespeicher (Alp)                                                   | G   | Grön, Flühli 646730 / 193956                |              |
| 163                       | BW   | Datei hochladen                                                          | Bauernhaus mit Scheune                                               | G   | Steinboden, Flühli 645289 / 190205          |              |
| 235                       | ja   | Datei hochladen · Wikidata zu Pfarrkirche Maria Himmelfahrt (Q119800076) | Pfarrkirche Maria Himmelfahrt                                        | G   | Sörenberg, Marientalweg 1.3 645287 / 185976 |              |
| 245b                      | BW   | Datei hochladen                                                          | Käsespeicher (Alp)                                                   | G   | Flüehüttenboden, Sörenberg 646094 / 185072  |              |
| 248b                      | BW   | Datei hochladen                                                          | Käsespeicher (Alp) Habchegg                                          | G   | Unter Habchegg, Sörenberg 647234 / 184347   |              |
| 252a                      | BW   | Datei hochladen                                                          | Käsespeicher (Alp)                                                   | G   | Schwand, Sörenberg 646077 / 184595          |              |
| 261                       | BW   | Datei hochladen                                                          | Sennerei                                                             | G   | Arnibergli, Sörenberg 641854 / 181850       |              |
| 295a                      | BW   | Datei hochladen                                                          | Käsespeicher (Alp)                                                   | G   | Habsucht, Flühli 642443 / 195045            |              |
| 320                       | BW   | Datei hochladen                                                          | Bauernhaus Spierberg                                                 | G   | Spierberg, Flühli 643321 / 192255           |              |
| 325                       | BW   | Datei hochladen                                                          | Tüelbodenkapelle                                                     | G   | Tüelboden, Flühli 642782 / 195156           |              |
| 353                       | BW   | Datei hochladen                                                          | Sennerei                                                             | G   | Heftisiten, Wiggen 640754 / 189794          |              |
| 378                       | BW   | Datei hochladen                                                          | Sennerei                                                             | G   | Chüblisbüel, Sörenberg 639441 / 183374      |              |
| 378a                      | BW   | Datei hochladen                                                          | Käsespeicher (Alp)                                                   | G   | Chüblisbüel, Sörenberg 639457 / 183389      |              |
| 1138                      | BW   | Datei hochladen                                                          | Sperrstelle Schrattenfluh-Bumbachtal                                 | G   | Chüblisbüel, Sörenberg 639583 / 183403      |              |
| 1139                      | BW   | Datei hochladen                                                          | Sperrstelle Schrattenfluh-Bumbachtal                                 | G   | Chüblisbüelegg, Sörenberg 640264 / 183489   |              |
| 1173                      | BW   | Datei hochladen                                                          | Sperrstelle Schrattenfluh-Bumbachtal                                 | G   | Rappersbüel, Sörenberg 644359 / 184841      |              |
| 1270                      | BW   | Datei hochladen                                                          | Sperrstelle Schrattenfluh-Bumbachtal                                 | G   | Ober Imbärgli, Sörenberg 639780 / 184492    |              |
| 1118                      | BW   | Datei hochladen                                                          | Sperrstelle Schrattenfluh-Bumbachtal                                 | G   | Chlus, Sörenberg 639814 / 184947            |              |
| 1117                      | BW   | Datei hochladen                                                          | Sperrstelle Schrattenfluh-Bumbachtal                                 | G   | Oberschlag, Sörenberg 640407 / 186007       |              |
| 901                       | BW   | Datei hochladen                                                          | Sperrstelle Schrattenfluh-Bumbachtal                                 | G   | Schlagweid, Sörenberg 645163 / 187289       |              |
|                           | BW   | Datei hochladen                                                          | Militärische Sperrstelle Chragenberg-Churzenhütten von 1940 bis 1943 | G   | 644548 / 190924                             |              |
| 800                       | BW   | Datei hochladen                                                          | Chragenberg-Churzenhütten, Sörenberg                                 | G   | Hirsegg, Flühli 643998 / 188430             |              |
| 1101                      | BW   | Datei hochladen                                                          | Chragenberg-Churzenhütten, Sörenberg                                 | G   | Salzbode, Flühli 641212 / 189318            |              |
| 776                       | BW   | Datei hochladen                                                          | Chragenberg-Churzenhütten, Sörenberg                                 | G   | Schlüechtli, Flühli 643484 / 189411         |              |
| 655                       | BW   | Datei hochladen                                                          | Chragenberg-Churzenhütten, Sörenberg                                 | G   | Hirseggli, Flühli 643866 / 189424           |              |
| 658                       | BW   | Datei hochladen                                                          | Infanteriewerk Hirsegg A2354                                         | G   | Chalberweidli, Flühli 643740 / 189664       |              |
| 558                       | BW   | Datei hochladen                                                          | Beobachter Gloggenmatt A2352                                         | G   | Steibödelimoos, Flühli 644582 / 190019      |              |
| 1094                      | ja   | Datei hochladen                                                          | Infanteriewerk Blaufels Kurzhütten A2353                             | G   | Kurzenhütten, Flühli 643540 / 190559        |              |
| 468                       | ja   | Datei hochladen                                                          | Infanteriewerk Warmendossen A2346                                    | G   | Chrageberg, Flühli 645179 / 191331          |              |
| 469                       | BW   | Datei hochladen                                                          | Unterstand Kragenboden 2 A2347                                       | G   | Chrageberg, Flühli 645092 / 191163          |              |
| 469                       | BW   | Datei hochladen                                                          | Unterstand Kragenboden 1 A2348                                       | G   | Chrageberg, Flühli 645015 / 191159          |              |
| 472                       | ja   | Datei hochladen                                                          | Infanteriewerk Felskopf A2349                                        | G   | Bunihus, Flühli 644920 / 190979             |              |
| 97, 467, 470–556, 559–608 | ja   | Datei hochladen                                                          | GPH Flühli T1414                                                     | G   | Bunihus, Flühli 644900 / 191304             |              |
| 789                       | BW   | Datei hochladen                                                          | Telefonzentrale A2355                                                | G   | Hirseggli, Flühli 643850 / 188099           |              |

Legende: Siehe Legende der Liste der Kulturgüter von nationaler und regionaler Bedeutung. Anstelle der KGS-Nummer wird als Objekt-Identifikator (ID) die Gebäudenummer im kantonalen Denkmalverzeichnis verwendet.